# Nestlé Bear Brand

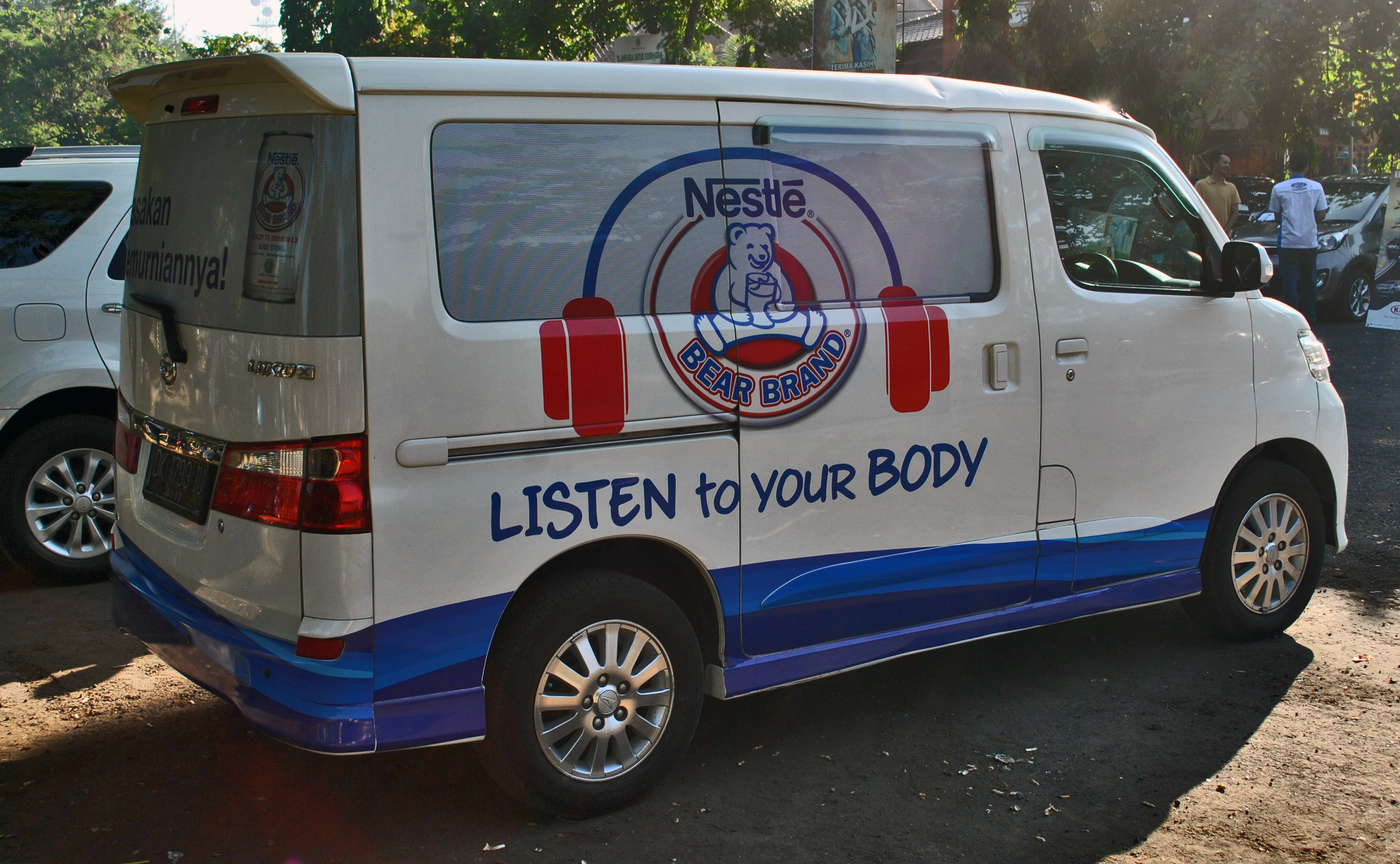
A făcut anunțul în minivan Daihatsu Luxio de Nestle Bear Brand.

Bear Brand este o marca de lapte praf și lapte sterilizat a firmei Nestlé. Produsele sunt vândute în Asia de Sud-Est. Marca substantiv de lapte în Elveția fi Bärenmarke.